# Grote Kreek en Pereboomsgat

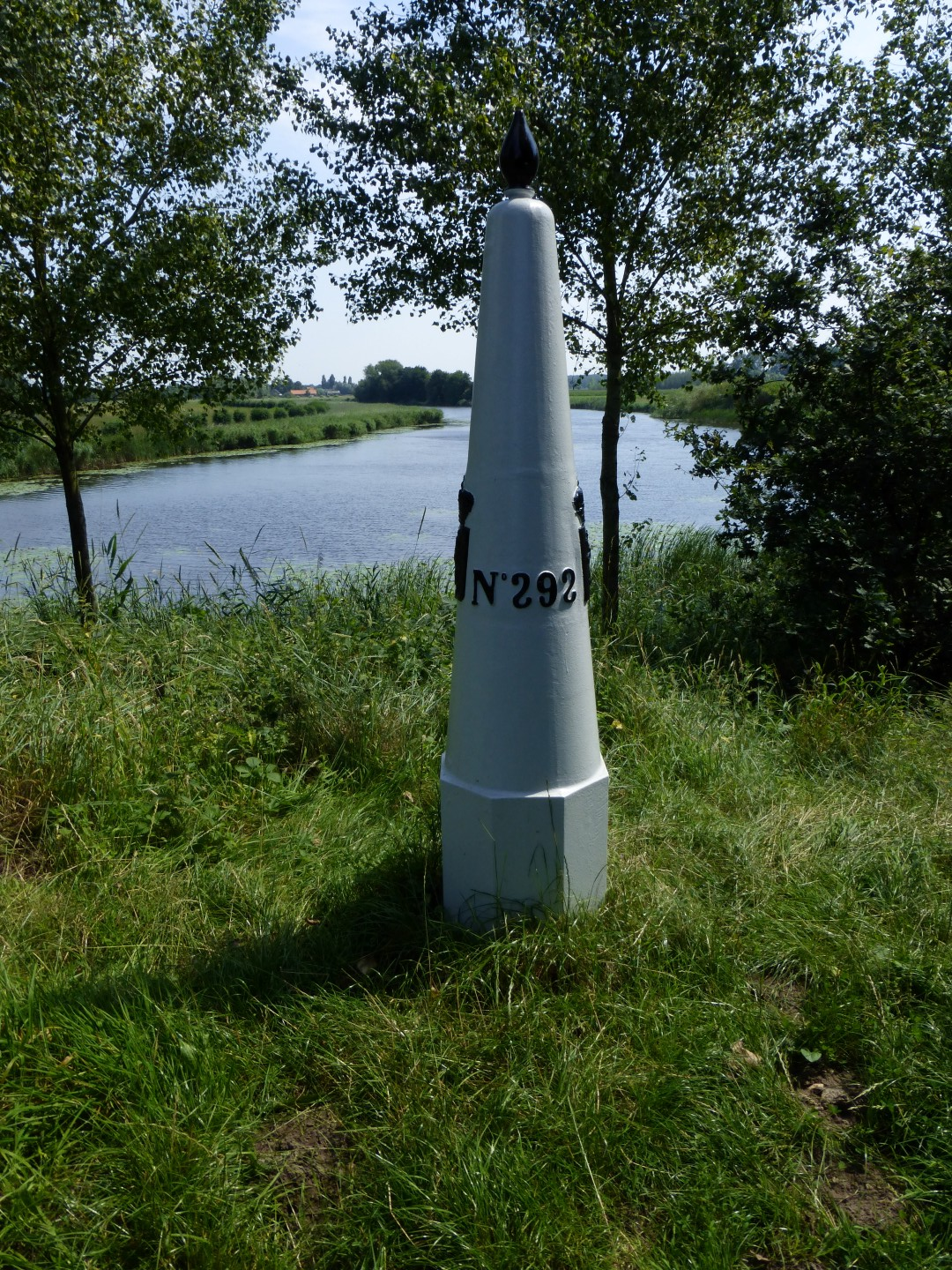
La borne-frontière n° 292, une borne classée

Grote Kreek en Pereboomsgat est une réserve naturelle située au nord des communes de  de Wachtebeke et Moerbeke en province de Flandre-Orientale, et qui est inventoriée au patrimoine flamand.
La zone, qui fait partie des polders flamands de l'Escaut, contient des ruisseaux dont le Grote Kreek (autrefois une branche de l'Axelse Kreek (nl)) et le Pereboomsgat (nl) sont les plus importants. En outre, la présence d'un certain nombre d'anciennes digues de mer est caractéristique de cette zone. 

## Histoire

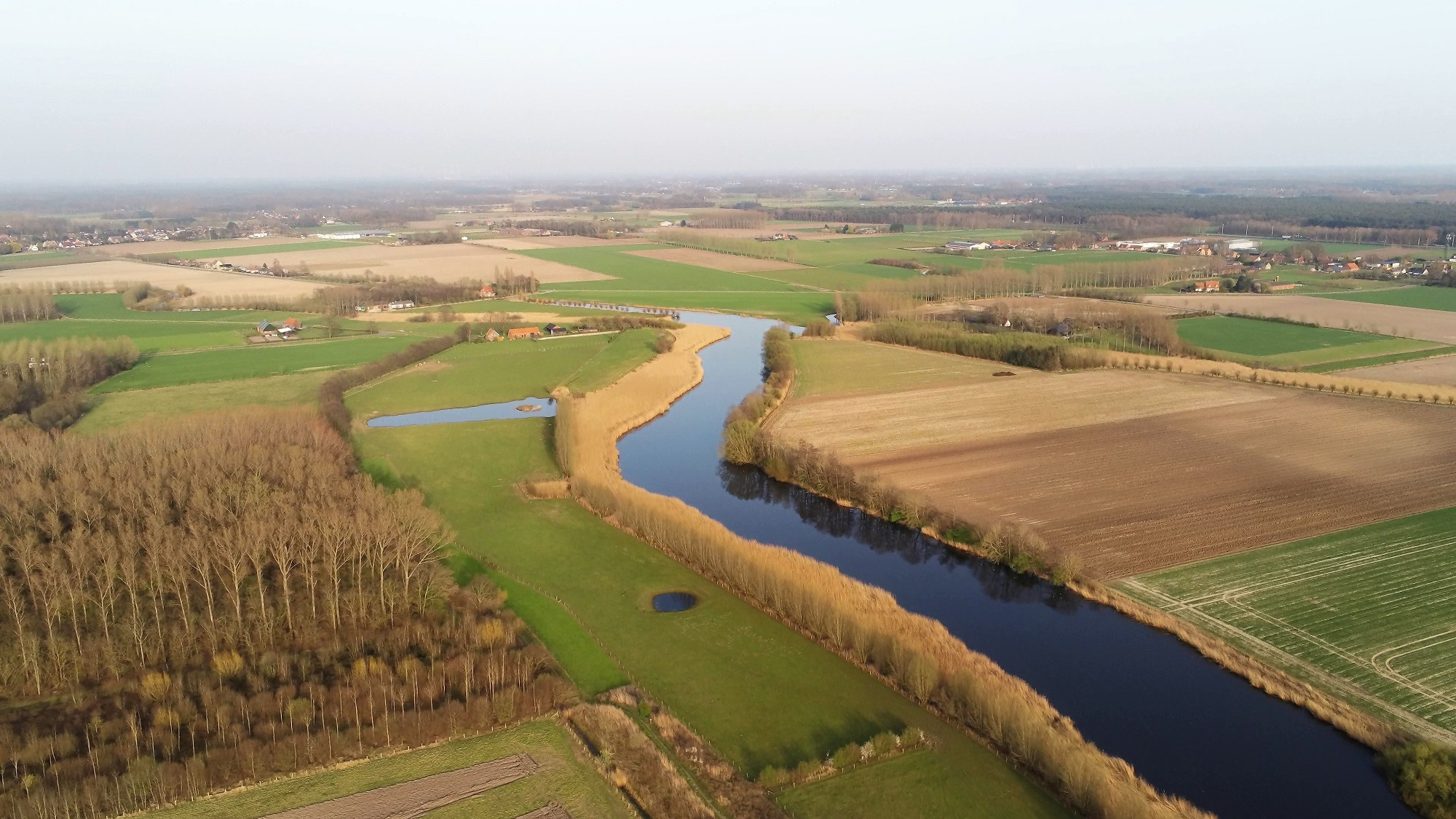
Le Pereboomgat

À l'origine, il y avait une dune, mais à partir du XIIe siècle environ, de la tourbe en a été extraite et utilisée comme combustible pour les villes qui commençaient à se développer. Plus tard, on y a pratiqué l'agriculture.
La guerre de Quatre-Vingts Ans, en particulier, a donné lieu à des inondations militaires, qui ont entraîné la rupture de digues et de dunes de sable. C'est ainsi qu'un canal de marée s'est développé. En raison de l'excavation de la tourbe, cette zone était également relativement basse.
À la fin du XVIe siècle, le gouvernement des Pays-Bas espagnols a tracé une ligne et construit des fortifications, dont le fort Francipani (nl) est encore visible.
Pendant la trêve de douze ans (1609-1621), la récupération des terres perdues a commencé. L'Overslagdijk est construit. Après la paix de Munster (1648), la région a finalement été impoliée et le polder de l'Overslag et le polder de Moerbeke ont vu le jour. En 1682, le polder de Moerbeke a été frappé par une inondation. En 1691, on a achevé la Papdijk, qui devait protéger le sud de la région. Ce n'est qu'en 1699 que le polder de Moerbeke a finalement été récupéré. En 1767, la partie nord, le Moerspuipolder, est également récupéré sur ordre de l'Abdij Ter Hage (nl).
Même dans les années suivantes, comme en 1830, les polders étaient encore inondés pour des raisons militaires. 

## Les bornes-frontières
Les bornes frontières sur le territoire de Moerbeek portent les numéros 290 à 296 et ont été installées après que la frontière officielle ait été fixée pendant plusieurs années après l'indépendance de la Belgique. La frontière passe au milieu du ruisseau et est délimitée par des poteaux en bois, situés sous la ligne d'eau.

## Activités
La randonnée y est possible, notamment sur le sentier de grande randonnée 122.